# 奈之未夜
奈之 未夜（なの みよ、3月22日 - ）は、日本のアクション俳優・監督・プロデューサー・格闘家。東京都出身。身長は167cm、血液型はA型。映画製作会社NANO.代表。コンプリート☆キッズ所属。

## 人物
学生演劇を経て、佳本周也へ弟子入りする。芝居・アクション・武道を学び、アクション女優として数多くの作品に出演と同時に佳本周也監督作品の助監督を多数務め、２０２３年３月公開の映画FLY-DEATH AILAND-で監督デビューする。武道蹴龍流空手五段師範、テコンドーでは全日本テコンドー協会東京都協会の常任理事を務めている。
- 趣味は、映画鑑賞、ダンス、ウエイトトレーニング、ハーレー、水上バイク。
- 特技は、テコンドー、空手、アクション、ダンス、中国拳法、キックボクシング。
- 資格・免許は、空手五段・テコンドー３段・普通自動車・大型自動二輪。

## 出演

### テレビ
- さとうきび畑の唄
- 忠臣蔵1/47
- 恋は戦い!
- こちら本池上署
- 幸せになりたい!
- 海筋肉王VIKING
- 天下無敵 男子禁制 危廉陣女子学園
- 明日の光をつかめ2

### CM
- 三井住友VISAカード
- サッポロビール ドラフトワン
- バイク急便メイン
- 世界陸上
- キンカン

### 映画
- R-100
- ミートボールマシーン
- アキハバラ@DEEP
- 喧嘩上等 天下高校（2009年公開）- ゆり 役
- ストイックガール 完全版（2009年10月公開） - アキラ 役
- B-ON（2010年2月公開） - 栗林杏 役
- B-ON 美女木兄弟戦争篇（2010年4月公開） - 栗林杏 役
- サラ忍（2010年）
- ガールズファイター（2010年）
- ブラックハイスクール/裏黒（2011年7月）
- ブラックハイスクール/黒白（2011年7月）
- ブラックハイスクール/白光（2011年9月）
- デスヤンキーへの道 中坊篇（2011年9月）
- デスヤンキー 高校生篇（2011年11月）
- デスヤンキー 死闘篇（2011年11月）
- to-be（2011年12月）
- G→ON（2012年3月）- 夜鍔クロ役
- ワーストギア（2012年4月）
- ワルガール（2012年6月）- 麻美田夜真実役（主演）
- 少年ギャング（2012年6月9日公開）
- B→ON「死闘篇」（2012年7月28日公開）- 栗林杏 役
- B→ON「決闘篇」（2012年7月28日公開）- 栗林杏 役
- DOUBLE X（2012年8月26日公開）
- G.F.G 〜ゴールデン・ファンキー・ガール〜（2012年9月29日公開）主演
- B→ON.R（2012年11月11日公開）- 栗林杏 役
- GANG JUDGE（2012年11月11日公開）
- ヤンキーロード〜10人のヤンキー（2013年2月16日公開）
- ローリングQ（2013年2月16日公開）- 冴川ろあん役（主演）
- ごくやん〜極道ヤンキーティーチャー（2013年3月30日公開）- 一司 役
- BEN BEN（2013年6月15日公開）- 松田智子役
- BEN BEN ZERO~爆裂ヤンキー伝（2013年6月15日公開））- 松田智子役・主題歌「灯火」
- デッド・ヤンキー・デッド（2013年8月24日公開）
- WELLDONE〜極道兄弟（2013年8月24日公開）- 夜鍔クロ役
- BOMBER~ヤンキーポリス（2013年10月12日公開）- 茜 役
- 喧嘩請負人（2013年12月14日公開）- ミー 役
- DEMOLITION（2013年12月14日公開）- 砂生レナ 役（主演）
- 悪少年(ヤンキー)（2014年1月25日公開）- 前田夏子 役
- ギャン×key（2014年3月1日公開）
- クローZ（2014年4月12日公開）
- ごくやん〜突破口篇〜（2014年6月8日公開）
- 少女ギャング（2014年10月5日公開）
- 荒くれKING（2014年11月30日公開）
- ごくやん〜絆篇〜（2015年3月15日公開）- 一司 役
- ドラゴンヤンキー（2015年3月15日公開）
- バッドキング（2015年5月31日公開）
- DEMOLITION（2015年7月25日公開）
- ダる。（2015年9月25日公開）
- テコンドーファミリー
- BACK FIGHTER（2022年3月8日公開）

### オリジナルビデオ
Vシネマ
2007年
- ストリックガール（2007年5月18日、ロマネプロモーション）
- 女勇伝 〜ストリックガール番外編 アキラ伝説〜（2007年5月18日、ロマネプロモーション）
- リベンジ（2007年5月18日、ロマネプロモーション）
- シャドーガール（2007年8月6日、ロマネプロモーション）
- 格闘龍少女〜ファイティングドラゴンガール〜（2007年8月17日、ロマネプロモーション）
- ラ ン〜復讐という名の運命〜（2007年8月17日、ロマネプロモーション）
- ファイブガールズ（2007年10月8日、ロマネプロモーション）
- シャドーガール2（2007年10月9日、ロマネプロモーション）
- 〜がんばれ僕らの〜グラドルヒロイン 時空警護官ミーティア（2007年10月、ZENピクチャーズ）
- HONEST〜素直な〜（2007年11月23日、ロマネプロモーション）
- 虎剣心（2007年11月23日、ロマネプロモーション）

2008年
- シュレード（2008年3月、ZENピクチャーズ）
- 危廉陣女子学園 前編（2008年5月、ZENピクチャーズ）
- 危廉陣女子学園 後編（2008年5月、ZENピクチャーズ）
- ∞無限大（2008年7月3日、ロマネプロモーション）
- シャドーガール3（2008年7月3日、ロマネプロモーション）
- クリミナルハンティング（2008年7月18日、ロマネプロモーション）
- パニックゲーム（2008年7月18日、ロマネプロモーション）
- Mフォー〜レッドサファイアの謎〜（2008年8月22日、ロマネプロモーション）
- 華城流忍法帖（2008年8月28日、ロマネプロモーション）
- BACK OFF（2008年9月25日、ロマネプロモーション）
- StarRainbows〜ヒーローへの道〜（2008年10月30日、ロマネプロモーション）

2009年
- グラドルバトル 女戦闘員バトル〜闘いに散る少女達〜（2009年3月、ZENピクチャーズ）
- てけてけ（2009年7月、ZENピクチャーズ））

その他
- リアルアクションアクトレス A MIRO（2007年5月、ロマネプロモーション）共演：みろ、留川裕美、沙原麗、長吉悠希、りお
- リアルアクションアクトレス B 奈之未夜（2007年6月19日、ロマネプロモーション）共演：みろ
- リアルアクションアクトレス B2 奈之未夜 （2007年6月19日、ロマネプロモーション）共演：みろ
- リアルアクションアクトレス C 沙原 麗（2007年6月、ロマネプロモーション）
- リアルアクションアクトレス C2 沙原 麗（2007年6月、ロマネプロモーション）
- アクション女優姉妹（2007年7月17日、ロマネプロモーション）共演：みろ
- BALOON ACTION 〜MIYO NANO〜（2007年7月23日、テストデ出版社）
- アクション女優姉妹 夏だ!!ビーチボールに水風船（2007年8月17日、テストデ出版社）共演：みろ
- アクション女優姉妹 〜カンフー編〜（2007年9月7日、ロマネプロモーション）共演：みろ
- アクション女優姉妹 〜マッスル編〜（2007年9月7日、ロマネプロモーション）共演：みろ
- アクション女優姉妹 〜格闘技編〜（2007年9月7日、ロマネプロモーション）共演：みろ
- アクション女優姉妹 〜リアクション編〜 （2007年10月1日、ロマネプロモーション）共演：みろ
- アクション女優スリーズ（2007年10月19日、ロマネプロモーション）共演：みろ、留川裕美
- アクション女優スリーズ2（2007年10月19日、ロマネプロモーション）共演：みろ、留川裕美
- アクション女優銃拳道（2008年4月8日、ロマネプロモーション）共演：みろ、留川真帆
- アクション女優格闘技（2008年4月8日、ロマネプロモーション）共演：みろ、留川真帆
- アクション女優 刀（2008年4月18日、ロマネプロモーション）共演：みろ、留川真帆
- アクション女優 刀 浴衣編（2008年4月18日、ロマネプロモーション）共演：みろ、留川真帆
- 袴アクション女優姉妹（2008年9月18日、ロマネプロモーション）共演：みろ
- 中国拳法 奈之未夜（2008年12月、ロマネプロモーション）
- 空手 奈之未夜（2008年12月、ロマネプロモーション）

### 監督
- リベンジ（2007年5月）
- リアルアクションアクトレス C2 沙原 麗（2007年6月）
- 格闘龍少女〜ファイティングドラゴンガール〜（2007年8月）
- 虎剣心（2007年11月）
- ファイブガールズ（2007年10月）
- 怪盗ルーナス（2008年7月）
- A.R〜エー・アール〜（2008年9月）
- カンフー物語 琳蘭とリー師匠（2009年4月）
- 大好きな友達へ。（2014年）
- 絆(2014年)
- FLY-DEATH AILAND-（2022年3月8日公開）
- FLY-ZERO-(2023年公開)

### アクションコーディネーター
- CM「富士通」（2013年）